# Stropkov
Stropkov (en yidis: סטראפקאוו‎; en hebreo: סטראפקוב‎; en húngaro: Sztropkó) es una ciudad en el Distrito de Stropkov, en la Región de Prešov, Eslovaquia. Tiene una población de alrededor 10,829 habitantes y una densidad de 439/km². Su elevación más alta es de 202 metros y comenzó su auge por el año 1404. El actual alcalde de la ciudad es Peter Obrimčák. Además, Stropkov es conocida por la comunidad judía que tenía antes de la Segunda Guerra Mundial, pero sin embargo solo 100 de ellos permanecían en la ciudad a fines de esta guerra.
También es muy conocida esta ciudad siendo el pueblo natal del árbitro de fútbol, Lubos Michel.

## Demografía
| Año        | 1994   | 2004    | 2014    | 2024     |
| ---------- | ------ | ------- | ------- | -------- |
| Población  | 10 411 | 10 822  | 10 762  | 9683     |
| Diferencia |        | +3,94 % | −0,55 % | −10,02 % |

| Año        | 2023 | 2024    |
| ---------- | ---- | ------- |
| Población  | 9788 | 9683    |
| Diferencia |      | −1,07 % |

- Datos: Q750413
- Multimedia: Stropkov / Q750413

1. 1 2  «Počet obyvateľov podľa pohlavia - obce (ročne) [om7101rr_obce=AREAS_SK]». Statistical Office of the Slovak Republic. 31 de marzo de 2025. Consultado el 31 de marzo de 2025.